# Liești (okręg Vrancea)
Liești – wieś w Rumunii, w okręgu Vrancea, w gminie Slobozia Bradului. W 2011 roku liczyła 1528
mieszkańców